# 冯赓
冯赓，直隶顺天府大兴县（今北京市境内）人，清朝官员，拔贡出身。
冯赓于1662年接替严士骑任华亭县知县一职，1663年由陈昌明接任。